# Боринка (присілок)
Бо́ринка (рос. Боринка) — присілок в Можгинському районі Удмуртії, Росія.
Урбаноніми:
- вулиці — Нагірна

## Населення
Населення — 14 осіб (2010; 8 в 2002).
Національний склад станом на 2002 рік:
- росіяни — 75 %